# 赫伯特·克里斯托弗·罗宾逊
赫伯特·克里斯托弗·罗宾逊（Herbert Christopher Robinson，1874年11月4日—1929年6月）为英国动物学家和鸟类学家。其为著名鸟类著作《马来半岛鸟类》（The Birds of the Malay Peninsula）的作者。